# ATX Open 2024
ATX Open 2024 a fost un turneu de tenis feminin care s-a jucat pe terenuri dure în aer liber. A fost cea de-a doua ediție a ATX Open și a făcut parte din Circuitul WTA 2024. Turneul a avut loc la Venue ATX din Austin, Texas, Statele Unite, în perioada 26 februarie – 3 martie 2024,

## Campioni

### Simplu
Pentru mai multe informații consultați ATX Open 2024 – Simplu

### Dublu
Pentru mai multe informații consultați ATX Open 2024 – Dublu

## Puncte și premii în bani

### Distribuția punctelor
| Probă  | C   | F   | SF | QF | Runda 2 | Runda 1 | Q   | Q2  | Q1  |
| Simplu | 250 | 163 | 98 | 54 | 30      | 1       | 18  | 12  | 1   |
| Dublu  | 250 | 163 | 98 | 54 | 1       | N/A     | N/A | N/A | N/A |

### Premii în bani
| Probă  | C        | F        | SF       | QF      | Runda 2 | Runda 1 | Q2      | Q1      |
| Simplu | 36.250 $ | 20.830 $ | 11.610 $ | 6.608 $ | 4.040 $ | 2.890 $ | 2.140 $ | 1.380 $ |
| Dublu* | 12.820 $ | 7.210 $  | 4.140 $  | 2.470 $ | 1.900 $ | N/A     | N/A     | N/A     |

*per echipă